# Guerra civil chilena de 1829-1830
La Guerra civil chilena de 1829 a 1830, también conocida como Revolución de 1829 o Revolución Conservadora o Reacción Conservadora, fue el enfrentamiento que puso término a la denominada Organización de la República de Chile.
El movimiento de los pelucones de carácter oligárquico y conservador estalló el 7 de noviembre de 1829, como consecuencia de la elección por parte del Congreso de José Joaquín Vicuña como vicepresidente, quien figuraba en cuarto lugar en las elecciones presidenciales del mismo año, que le dieron el triunfo a Francisco Antonio Pinto.

## Historia
El movimiento de los pelucones de carácter oligárquico y conservador estalló el 7 de noviembre de 1829, como consecuencia de la elección por parte del Congreso de José Joaquín Vicuña como vicepresidente, quien figuraba en cuarto lugar en las elecciones presidenciales del mismo año, que le dieron el triunfo a Francisco Antonio Pinto.
El golpe de Estado fue ejecutado por un ejército mercenario, comandado por José Joaquín Prieto y Manuel Bulnes, que se reclutó entre inquilinos de fundos más algunas tropas que Bulnes trajo de La Frontera, donde combatían a los mapuches. El financiamiento lo aportaron Diego Portales y otros mercaderes.
Así, al día siguiente de la proclamación, se produjo el acuerdo golpista que estalló en las provincias de Concepción y Maule, que desconocieron la legalidad de la proclamación de presidente y vicepresidente realizada por el Congreso.
Ante este estado de cosas, el presidente Pinto presentó la renuncia para evitar la continuación del golpe de Estado, pero el Congreso no la aceptó sino cuando fue presentada por segunda vez y le entregó el mando a Francisco Ramón Vicuña.
El 9 de noviembre de 1829, Bulnes estaba en la ciudad de Rancagua. Todo el territorio de la Intendencia de Concepción, desde el río Biobío al río Maule, quedaba en poder de Prieto.
Al reunirse ambos jefes en Rancagua, tenían una fuerza no superior a mil hombres. Mientras tanto la pasividad del ejército del gobierno movió a los mentores del presidente Vicuña a solicitar a este el concurso de Ramón Freire, quien rechazó la oferta por ser contrario al presidente.
Ante la situación comprometida de Prieto, Diego Portales preparó un levantamiento en Santiago. Para salvar la situación, el presidente Vicuña llamó a elecciones, las que terminaron con una revuelta que lo obligó a refugiarse en Valparaíso.
En la tarde del día de la revuelta había dos poderes: uno formado por una junta constituida por Ramón Freire, Juan Agustín Alcalde y Francisco Ruiz-Tagle y otro por el presidente Vicuña y sus tres ministros, que se encontraban en Valparaíso, y quienes no quisieron llegar a ningún acuerdo con los golpistas, pese a que ambos ejércitos estaban de acuerdo en terminar la lucha.
En vista de ello, los ejércitos, uno al mando de Prieto (por los golpistas) y el otro al mando del general Francisco de la Lastra (por el gobierno), se encontraron en la chacra de Ochagavía, en los suburbios al sur de Santiago, dispuestos a dirimir por las armas el conflicto político.
Prieto estaba convencido, si no de su próxima derrota, al menos de la imposibilidad de batir a De la Lastra, por lo que ambos convinieron, tras la Acción de Ochagavía, un acuerdo (el Pacto de Ochagavía), según el cual ambos ejércitos se ponían a las órdenes de Ramón Freire, quien se hacía cargo también del poder político, procediendo a la elección de una Junta Provisional.
Este tratado, ya antes de ser firmado, estaba llamado al fracaso, pues ambos bandos estaban dispuestos a seguir la guerra civil a toda costa. A la vez que en Ochagavía se firmaba este acuerdo, la provincia de Coquimbo caía en poder de las tropas golpistas y capturaban al presidente Vicuña, quien había huido a esta provincia después de la toma de Valparaíso.
Concepción era dominada también, quedando prácticamente todo el país en manos de los golpistas. Se eligió una Junta de Obediencia al Compromiso de Ochagavía, que fue compuesta por José Tomás Ovalle, Isidoro Errázuriz y Pedro Trujillo. Esta junta no poseía voluntad activa y estaba aplastada por dos ejércitos enemigos, ninguno de los cuales era adicto.
Pronto se produjo el rompimiento entre Freire y los golpistas. Este se dirigió al norte con tres batallones, mientras tanto en Santiago se organizaba la junta. Llamó a la formación de un Congreso de Plenipotenciarios para nombrar Presidente de la República, recayendo el nombramiento como interino en la persona de Francisco Ruiz-Tagle y de vicepresidente en José Tomás Ovalle (17 de febrero de 1830).
Ruiz-Tagle no tuvo tropiezos en reparar la campaña contra Freire, aunque Prieto procedía sin tomarlo en cuenta.
El efímero prestigio alcanzado por la junta se desvaneció y Ruiz-Tagle tuvo que renunciar delegando el mando en Ovalle, a quien se le presentó el problema de que nadie quería asumir las responsabilidades ministeriales y Portales prefería mantenerse al margen.
Ante la insistencia para hacerse cargo de los ministerios, Portales se vio obligado a aceptar, el 6 de abril de 1830, en calidad de ministro universal, lo que decidió la suerte de Chile. Esta solución determinó que Prieto siguiera las sugestiones políticas de Portales.
Mientras Benjamín Viel se apoderaba de Concepción y ponía sitio a Chillán, Ramón Freire trataba de reunirse con él por mar, logrando por fin reunir sus fuerzas. Estas eran, pues, la unión de las de Viel, Rondizzoni, Tupper y Freire. Sumaban, entre todas, 1750 soldados y cuatro cañones.
El intacto ejército de Prieto contaba con 2200 hombres y 12 cañones.
Batalla de Lircay
Ambos bandos se encontraron en las orillas del río Lircay, trabándose en un combate conocido como batalla de Lircay el 17 de abril de 1830, que fue un gran desastre para Freire.
El número de muertos y heridos fue enorme y el coronel Tupper luego de haberse rendido fue "hachado" a sablazos por orden de Prieto, lo mismo que el oficial de marina Roberto Bell. En la masacre de estos oficiales, se puso de relieve el resentimiento alimentado por los generales golpistas contra los extranjeros que dirigían las fuerzas combatientes, al culparles de ser los causantes de la guerra.
Prieto se había propuesto concluir la guerra por el aniquilamiento del ejército de Freire, lo que logró ampliamente.
Se terminó el conflicto con la pacificación de las provincias de Coquimbo, Concepción y Chiloé. De éstas, fue la más difícil la primera, por la unión de Pedro Uriarte y Viel, que pese a sus 600 hombres no pudieron oponer resistencia al general gobiernista José Santiago Aldunate, con quien llegaron a un acuerdo, firmando el Tratado de Cuz-Cuz.
Históricamente, la Guerra Civil de 1829-1830 tuvo mucho influjo en el ámbito político y pese a que enfrentó a bandos opuestos, (o'higginistas, estanqueros y pelucones contra pipiolos), después de Lircay y de la represión brutal, los triunfadores conservadores siguieron encontrando oposición.
Hubo cerca de siete motines militares y civiles entre 1830 y 1837. El último fue el que liquidó a Diego Portales. Ante estos hechos, Chile entró en el periodo conocido como República Conservadora o República Autoritaria. Con posterioridad, el orden portaliano encontró no solo la oposición civil sino también la militar, entre las que se cuentan la de la Sociedad de la Igualdad, las guerras civiles de 1851 y 1859, entre otros acontecimientos.